# Mindre vitaxfly
Mindre vitaxfly, Mesapamea didyma, är en fjärilsart som beskrevs av Eugen Johann Christoph Esper 1788. Mindre vitaxfly ingår i släktet Mesapamea och familjen nattflyn, Noctuidae.  Enligt Natural History Museum är Mesapamea didyma en underordnad subjektiv synonym till större vitaxfly, Mesapamea secalis. Arten har  livskraftiga (LC) populationer i både Sverige och Finland. Inga underarter finns listade i Catalogue of Life.

## Bildgalleri

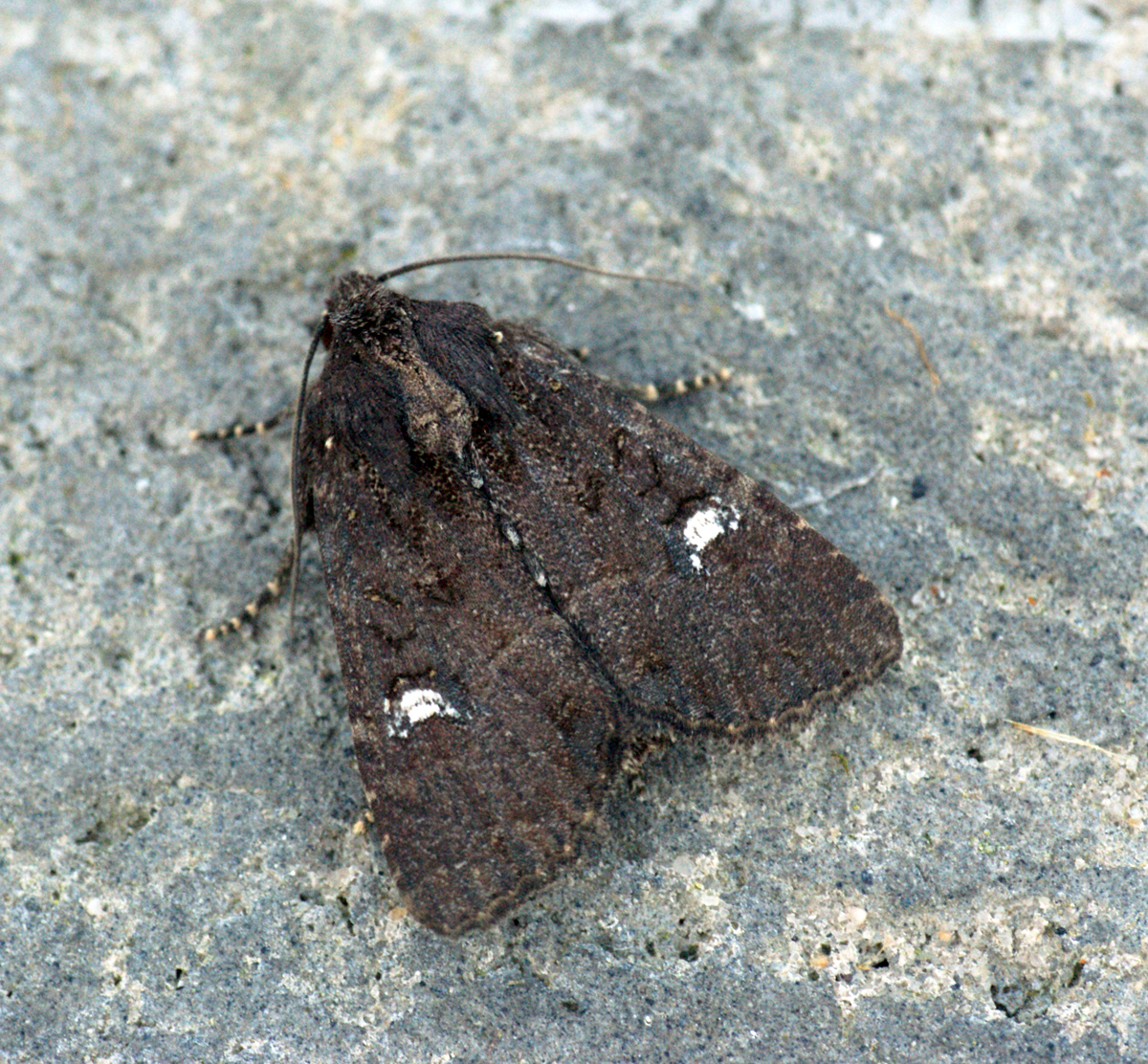
Imago fjäril
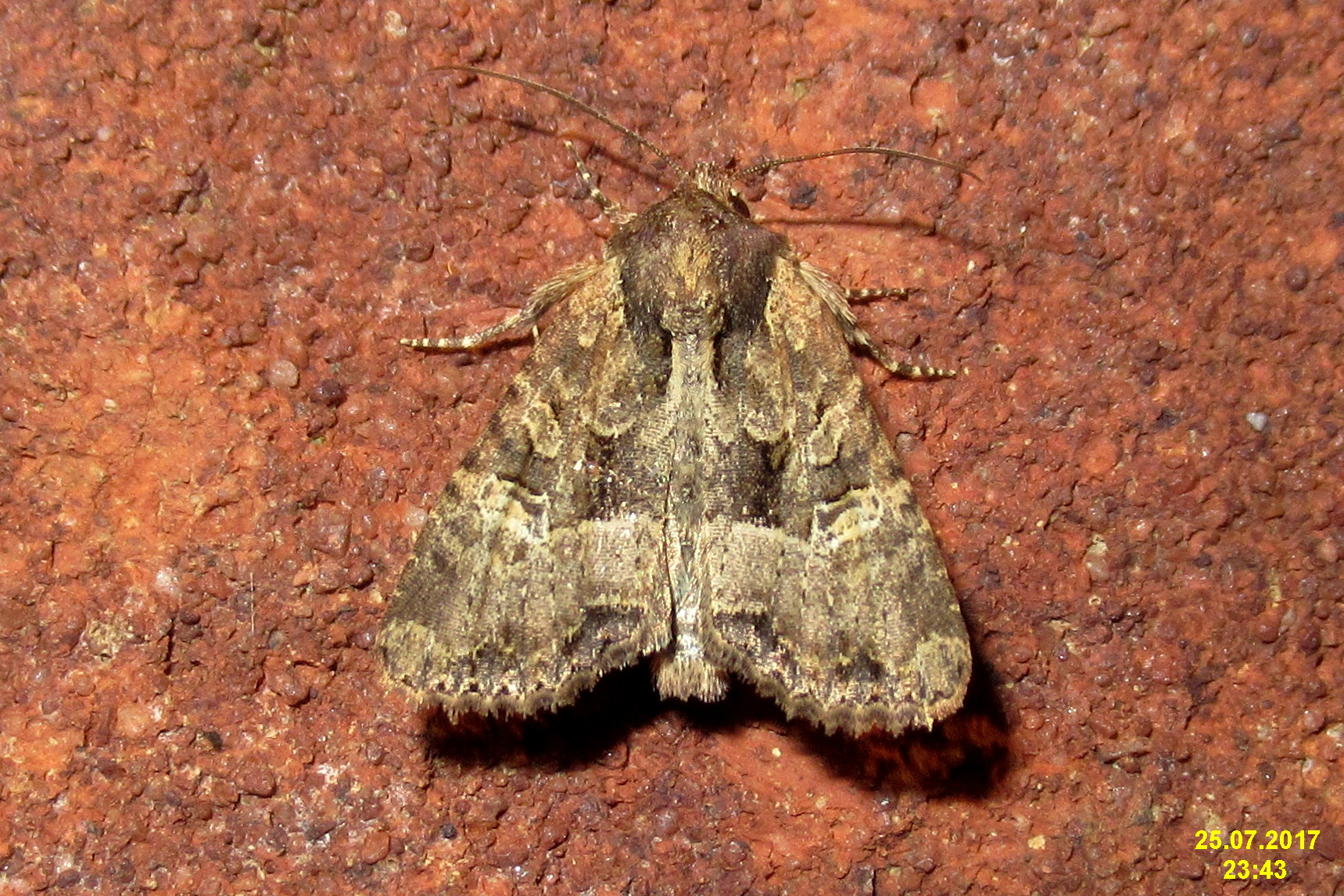
Imago fjäril
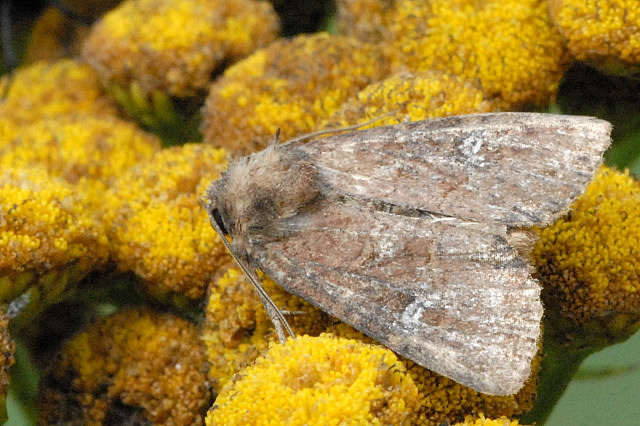
Imago fjäril